# Abu Danjuma
Pour les articles homonymes, voir Danjuma.
Abu Danjuma (né le 19 décembre 1971) est un athlète nigérian.

## Palmarès
| Date | Compétition            | Lieu     | Résultat | Épreuve   | Performance  |
| ---- | ---------------------- | -------- | -------- | --------- | ------------ |
| 1990 | Championnats d'Afrique | Le Caire | 1er      | 4 x 400 m | 3 min 4 s 77 |
| 1991 | Jeux africains         | Le Caire | 2e       | 4 x 400 m | 3 min 3 s 72 |